# Lecitocèrids
Els lecitocèrids (Lecithoceridae) són una família de lepidòpters ditrisis de la superfamília dels gelequioïdeus (Gelechioidea). Inclou petites arnes repartides per tot el món, per bé que la gran majoria es troba a l'ecozona indomalaia i la part del sud de la paleàrtica.

## Sistemàtica
Els Lecithoceridae comprenen uns 100 gèneres i unes 1.200 espècies. La família és dividida a aquestes subfamílies:
- Subfamília Lecithocerinae Le Marchand, 1947
- Subfamília Torodorinae Gozmány a Amsel et al., 1978
- Subfamília Ceuthomadarinae Gozmány, 1978

ParK (2015)proposa recentment una altra subfamília Crocanthinae, principalment basada amb Crocanthes Meyrick. La subfamília nova inclou Crocanthes Meyrick, Aprosesta Turner (què és ressuscitat com a gènere vàlid), Lamprista Park, Pacificulla Park, Hannara Park, i Gonaepa Walker.

#### Sense assignar a cap subfamília
- Grup Crocanthes
  - Crocanthes Meyrick, 1886
  - Cophomantella T. B. Fletcher, 1940
  - Hannara Park in Park & Lee, 2013
  - Pacificulla Park in Park & Lee, 2013
  - Lamprista Park & Lee, 2013
- Grup Martyringa
  - Martyringa Busck, 1902
- Altres gèneres:

- - Aproparia Gozmány, 1972
  - Asmenistis Meyrick, 1925
  - Cynicocrates Meyrick, 1935
  - Cynicostola Meyrick, 1925
  - Enthetica Meyrick, 1916
  - Epimactis Meyrick, 1907
  - Galoxestis Wu, 1994
  - Heteroderces Meyrick, 1929
  - Hypochasmia Meyrick, 1929
  - Hyptiastis Meyrick, 1911
  - Isotypa Janse, 1954
  - Longipenis Wu, 1994
  - Malachoherca Wu, 1994
  - Merocrates Meyrick, 1931
  - Mexytocerus Viette, 1989
  - Monerista Meyrick, 1925
  - Olbothrepta Meyrick, 1925
  - Opacoptera Gozmány in Amsel et al., 1978
  - Phanoschista Meyrick, 1925
  - Phatnotis Meyrick, 1913
  - Philarachnis Meyrick, 1925
  - Placanthes Meyrick, 1923
  - Plagiocrossa Janse, 1954
  - Pompographa Gozmány, 1971
  - Proesochtha Wu, 1994
  - Ptilothyris Walsingham, 1897
  - Rhyparomatrix Gozmány, 1972
  - Scaeostrepta Meyrick, 1931
  - Scythostola Meyrick, 1925
  - Sisyrodonta Meyrick, 1922
  - Sphaerolbia Meyrick, 1934
  - Stryphnocopa Meyrick, 1920
  - Thamnopalpa Gozmány in Amsel et al., 1978
  - Urolaguna Wu, 1994